# تپه سه گردان ۳
تپه سه گردان ۳ مربوط به هزاره پنجم (پیش از میلاد) - نیمه دومِ هزاره اول (پیش از میلاد) است و در شهرستان پیرانشهر، بخش لاجان، دهستان لاهیجان غربی، روستای زنگ آباد واقع شده است. این اثر در تاریخ ۳۰ دی ۱۳۸۵ با شمارهٔ ثبت ۱۶۸۳۲ به عنوان یکی از آثار ملی ایران به ثبت رسیده است.